# Famille von Essen
La famille von Essen est une famille de la noblesse germano-balte de Livonie, mentionnée en 1470 et connue à partir de 1584, qui a essaimé dans l'Empire russe, en Suède et dans les provinces baltes.
Alexander von Essen acquiert la noblesse suédoise et son descendant Hans Henric von Essen (1674-1729) est élevé au rang de baron suédois héréditaire en 1719. La famille dans l'Empire russe voit ses titres et privilèges de noblesse confirmés par l'assemblée de la noblesse du gouvernement d'Estland en 1745 et du gouvernement de Livonie en 1747.
Elle ne doit pas être confondue avec la famille Essen-Stenbock-Fermor issue du général-comte Essen.
Une branche issue d'Essenburg en Westphalie, les Essen de Zellie, s'installe en Livonie et est naturalisée en Suède en 1751 avec Gustaf Johan von Essen (1700-1774) 

## Personnalités
- Alexander von Essen (1594-1664), fils de Thomas von Essen, acquiert la noblesse suédoise
- Carl von Essen (1940-), escrimeur suédois, champion olympique
- Carl Gustav von Essen (1898-1949), comte suédois, chambellan du prince héritier, propriétaire du manoir de Falkenhagen, près de Reinberg
- Augusta Joh. von Knorring (1750-1823), épouse du commandant Gottlieb Johann Ivan Burchard von Bélavary (1756-1825), seigneur de Brandten.
- Hans Henrik von Essen (1755-1824), maréchal suédois, gouverneur de Stockholm, gouverneur-général de Poméranie suédoise, gouverneur de Norvège, diplomate, élevé au rang de comte suédois en 1812
- Friedrich von Essen (1795-1815)
- Friedrich Lucian von Essen (1890-1955), colonel de l'armée impériale russe, décoré de l'ordre de Saint-Georges
- Gustav Johann von Essen (1637-1703) seigneur du domaine d'Essemäggi (aujourd'hui Ääsmäe en Estonie)
- Heinrich Magnus Wilhelm von Essen (1796-1869), homme politique du gouvernement d'Estland en Russie impériale, chef de la Chevalerie Estonienne (1845–1848).
- Johann Magnus Gustav von Essen, russifié en Ivan Nikolaïevitch Essen (1759-1813), général de l'armée impériale russe, gouverneur militaire de Riga
- Nikolaï Ottovitch von Essen (1860-1915), amiral de la flotte russe
- Otto von Essen (1828-1876), sénateur de l'Empire russe, directeur de département au ministère de la justice, père de l'amiral von Essen
- Otto Magnus von Essen (1638-1707), seigneur du domaine d'Orgesall, chef de la Chevalerie Estonienne (1691–1694).
- Otto Wilhelm von Essen (1761-1834), gouverneur de Revel, aujourd'hui Tallinn
- Reinhold Wilhelm von Essen (1669-1732), élevé au rang de baron suédois en 1720, gouverneur de la forteresse de Revel, aujourd'hui Tallinn, père du précédent
- Siri von Essen (1850-1912), épouse en premières noces du baron Carl Gustaf Wrangel, et en secondes noces d'August Strindberg
- Thomas von Essen (mort en 1627), originaire de Leal en Livonie (aujourd'hui en Estonie)

## Propriétés
- Château d'Alnarp
- Domaine de Borkholm (aujourd'hui à Porkuni en Estonie)
- Manoir d'Orgesall (aujourd'hui Esna en Estonie)
- Château de Rydboholm dans la province d'Uppland
- Château de Skokloster